# Perry Como
Perry Como (født Pierino Ronald Como; 18. maj 1912 -  død 12. maj 2001) var en amerikansk sanger og entertainer. Han spændte vidt som kunstner, men huskes mest for sit crooner-jazz.
Han begyndte at arbejde som frisør i en alder af femten og sang samtidig med forskellige orkestre. Han havde sin storhedstid som kunstner fra anden halvdel af 1940'erne til begyndelsen af 1960'erne. Blandt hans største pladesucces er Magic Moments og Wanted. Han gik under tilnavnet Mr. C. Como også optrådt i flere film som Gutter på orlov (1944) og I rampelys og stjerneskær (1948), og havde sit eget tv-show, The Perry Como Show  i årene 1948-1963.
I 1974 sang Perry Como "Christmas Dream" som er temasangen til filmen Odessa kartoteket.
Han vandt en Emmy Award i 1954, 1955, 1956 og 1958 som bedste sanger/performer. I 2002 blev han tildelt Grammy Lifetime Achievement Award.

## Filmografi
- 1944 – Gutter på orlov
- 1945 – Doll Face
- 1946 – If I'm Lucky
- 1948 – I rampelys og stjerneskær